# Ninibeth Leal
Ninibeth Beatriz Leal Jiménez sinh ra tại Maracaibo, Venezuela vào ngày 26 tháng 11 năm 1970 là một người mẫu, một doanh nhân và là cựu Hoa hậu Thế giới năm 1991 được tổ chức tại Atlanta, Georgia, Hoa Kỳ.
Leal đã kết hôn với một người mẫu của Úc. Hiện nay cô đang là một công dân của Úc, cô dọn đến sinh sống với chồng, Travers Beynon và hai đứa con, Lucciana and Valentino.
| Tứ đại Hoa hậu (1991)        | Tứ đại Hoa hậu (1991)          | Tứ đại Hoa hậu (1991)               | Tứ đại Hoa hậu (1991) |
| ---------------------------- | ------------------------------ | ----------------------------------- | --------------------- |
| Hoa hậu Hoàn vũ Lupita Jones | Hoa hậu Thế giới Ninibeth Leal | Hoa hậu Quốc tế Agnieszka Kotlarska | Hoa hậu Trái đất none |